# 6750 Кетґерт
6750 Кетґерт (6750 Katgert) — астероїд головного поясу, відкритий 24 березня 1971 року.
Тіссеранів параметр щодо Юпітера — 3,223.